# First Angel
First Angel is een Belgisch bier van hoge gisting.
Het bier wordt gebrouwen in Brouwerij Eutropius in Heule. 
Het is een donkerblond bier met een alcoholpercentage van 8%. Dit was het allereerste bier dat door de brouwerij op de markt gebracht werd.